# Comatula
Genre
Comatula est un genre de crinoïde de la famille des Comasteridae (ordre des Comatulida).

## Description et caractéristiques
La bouche est en position centrale, y compris à l'âge adulte. Ces espèces ont généralement 10 bras (parfois jusqu'à 17 chez C. pectinata et exceptionnellement 27 chez C. rotalaria). Le centrodorsal est pentagonal à circulaire, fin, parfois réduit. Les cirrhes sont clairsemés ou absents. Les pinnules orales portent une rangée de petites dents prononcées. 

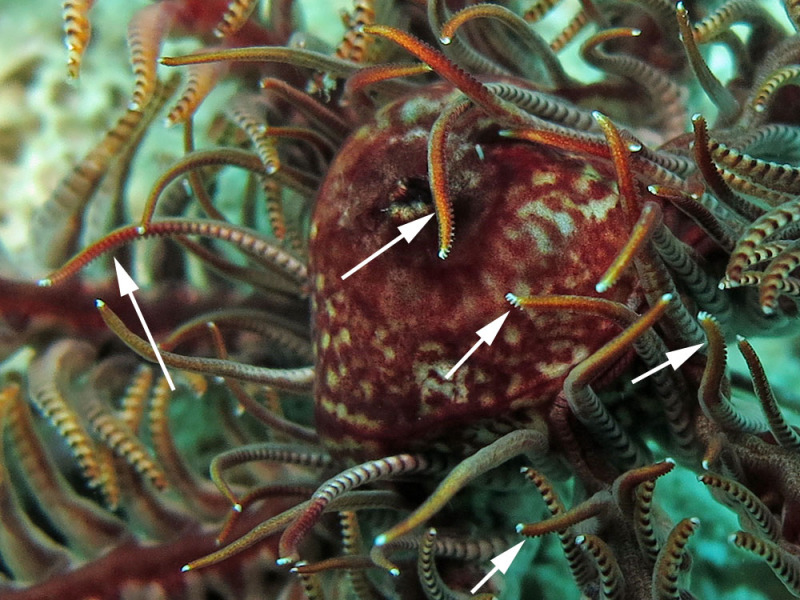
Tegmen et pinnules orales de Comatula pectinata
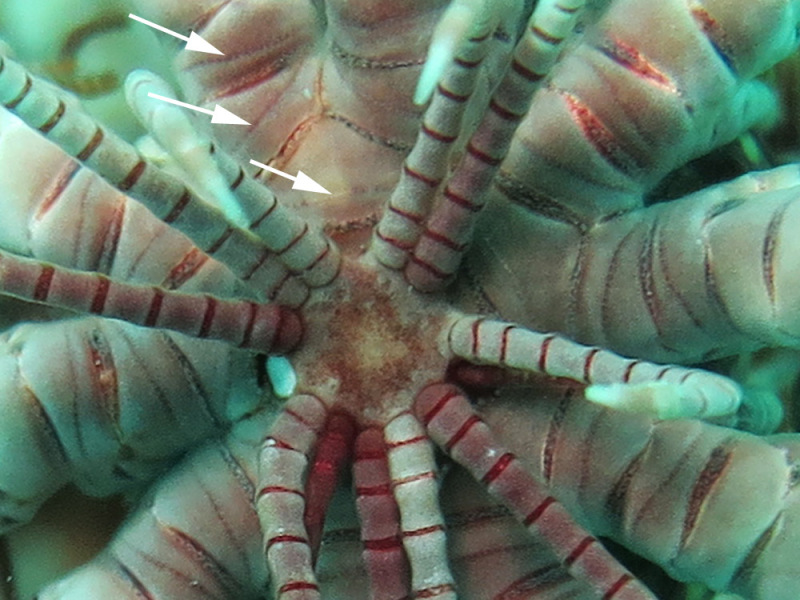
Centrodorsal de Comatula pectinata, montrant les cirrhes et les syzygyes.

## Liste des espèces
Selon World Register of Marine Species (8 avril 2015) :
- sous-genre Comatula (Comatula) Lamarck, 1816
  - Comatula cratera HL Clark, 1916 -- Australie
  - Comatula micraster AH Clark, 1909 -- Mer d'Andaman et Indonésie
  - Comatula pectinata (Linnaeus, 1758) -- Mer d'Andaman, mer de Chine et Australie
  - Comatula purpurea (Müller, 1843) -- Indonésie, Philippines et Australie
  - Comatula solaris Lamarck, 1816 -- Australie occidentale
  - Comatula tenuicirra AH Clark, 1912 -- Indonésie
- sous-genre Comatula (Validia) AH Clark, 1918
  - Comatula rotalaria Lamarck, 1816 -- Australie

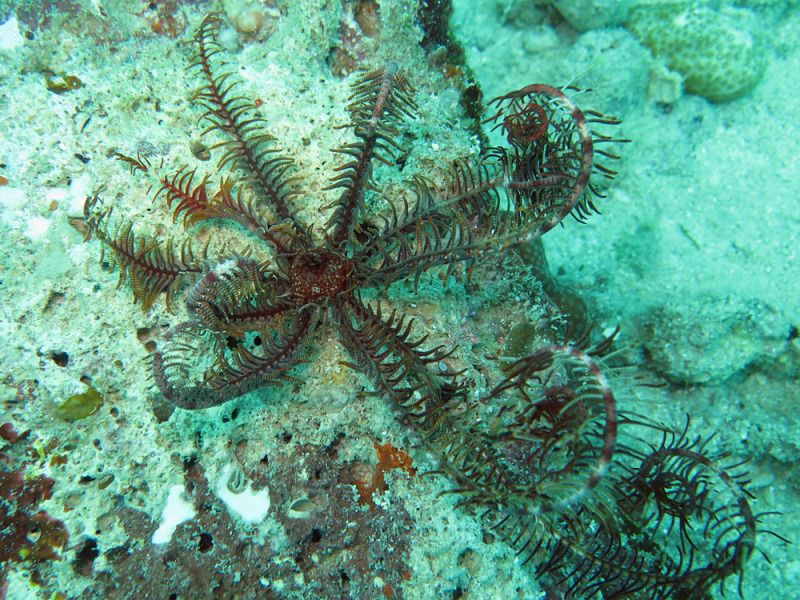
Comatula pectinata
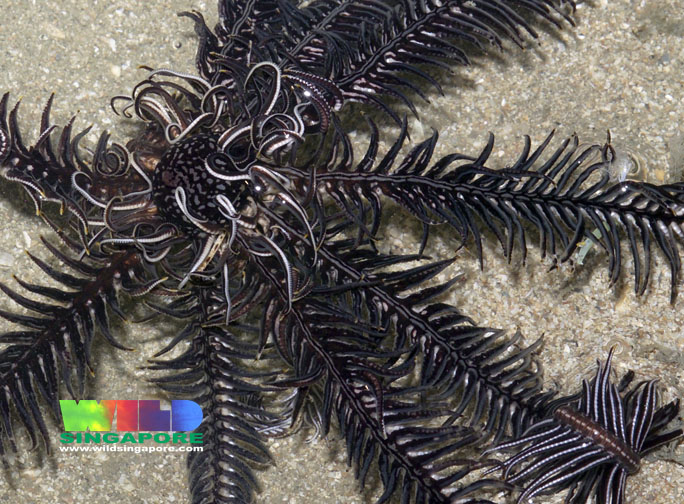
Comatula purpurea
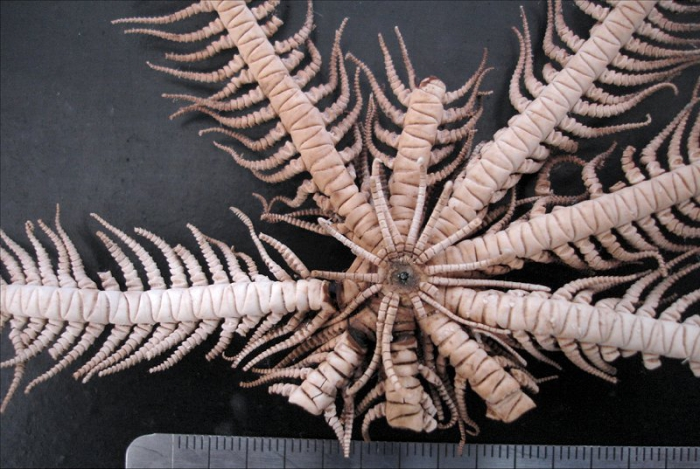
Comatula solaris